# Ionopsidium prolongoi
Ionopsidium prolongoi är en korsblommig växtart som först beskrevs av Pierre Edmond Boissier, och fick sitt nu gällande namn av Jules Aimé Battandier. Ionopsidium prolongoi ingår i släktet Ionopsidium och familjen korsblommiga växter. Inga underarter finns listade i Catalogue of Life.